# Adenylat cyclase
Adenylate cyclase (EC 4.6.1.1) hay adenylyl cyclase, adenyl cyclase, AC là một enzym đóng vai trò quan trọng trong chuỗi truyền tín hiệu từ bên ngoài tế bào vào trong tế bào chất bằng protein G. Khi nhận được tín hiệu truyền từ protein G (protein G nhận tín hiệu từ thụ thể), adenylyl cyclase sẽ thực hiện chức năng của mình là xúc tác quá trình chuyển hóa adenosine triphosphate (ATP) thành adenosine monophosphate vòng (AMP vòng hay cAMP). Sản phẩm của adenylyl cyclase - AMP vòng - là một mắt xích quan trọng trong quá trình truyền tín hiệu nội bào, nó được xem là chất truyền tín hiệu thứ hai trong tế bào vì bản thân nó sẽ hoạt hóa các enzyme PKA có tác dụng thay đổi hoạt tính một số loại protein trong tế bào.

## Phân loại
Có ít nhất tám loại adenylyl cyclase trong cơ thể các loại động vật có vú, phần lớn các adenylyl cyclase đều được điều tiết bởi protein G và ion Ca2+. Dưới đây là danh sách một vài trong số chúng:
- ADCY1
- ADCY2
- ADCY3
- ADCY4
- ADCY5
- ADCY6
- ADCY7
- ADCY8
- ADCY9
- ADCY10

## Cấu trúc

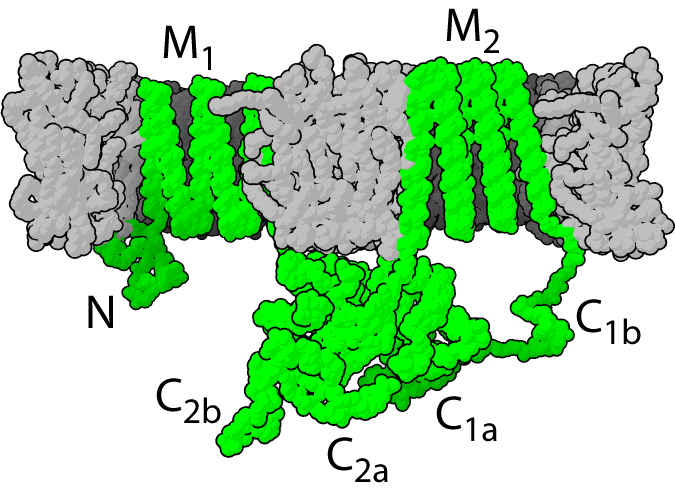
Cấu trúc 3 chiều của adenylyl cyclase.

Adenylyl cyclase là một protein xuyên màng, chuỗi polypeptide của nó chạy xuyên qua màng sinh chất 12 lần. Những phần quan trọng liên quan đến hoạt động chức năng của nó được nằm ở trong tế bào chất và có thể được chia thành các phần sau: đầu N, C1a, C1b, C2a, C2b. Phần C1 nằm giữa đoạn xoắn xuyên màng số 6 và 7 còn phần C2 nằm phía sau đoạn xoắn số 12. Phần C1a và C2a hình thành nên một thể dị nhị tụ nơi ATP bám vào và được xúc tác để chuyển thành cAMP vòng.

## Chức năng

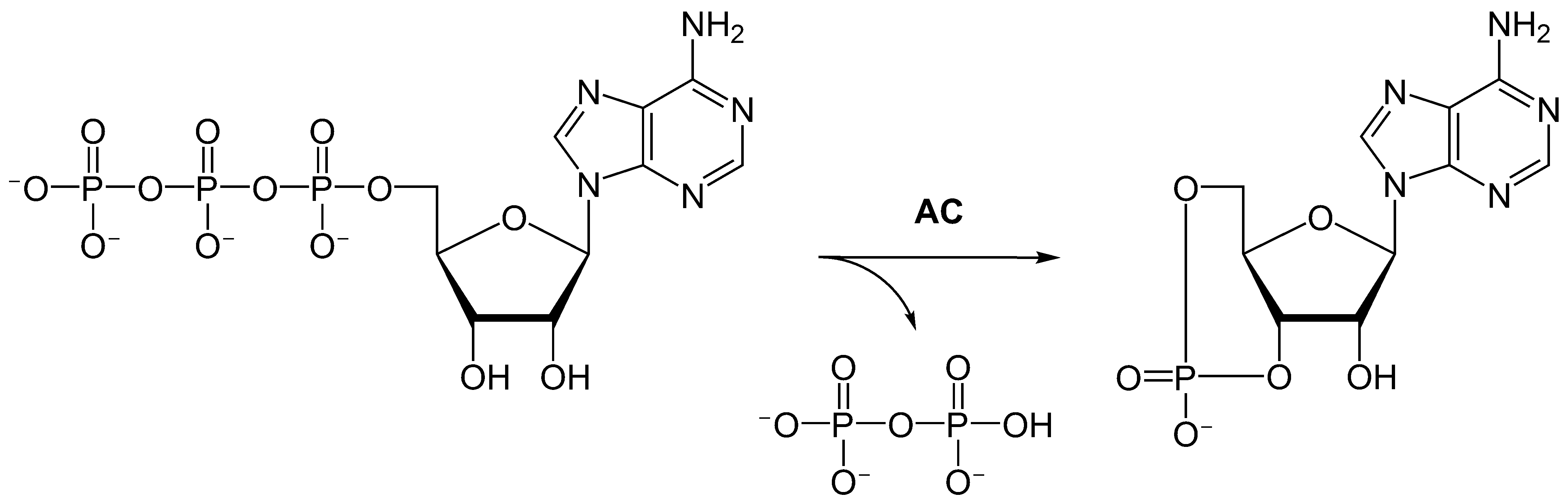
Phản ứng chuyển đổi ATP thành AMP vòng.

Enzyme adenylate cyclase có vai trò quan trọng then chốt trong quá trình sinh tổng hợp AMP vòng (3',5'- AMP vòng), cụ thể nó xúc tác phản ứng chuyển đổi ATP thành AMP vòng (cAMP) và pyrophosphat. Dưới tác dụng của adenylyl cyclase, nồng độ của AMP vòng trong tế bào có thể tăng vọt lên rất nhanh, có khi gấp 20 lần so với nồng độ ban đầu. Sản phẩm của adenylate cyclase - AMP vòng - là một mắt xích quan trọng trong quá trình truyền tín hiệu nội bào và vì vậy adenylate cyclase đương nhiên đóng một vài trò to lớn trong hoạt động của quá trình này. Hoạt động của AMP vòng cũng như adenylate cyclase xảy ra trong nhiều loại tế bào khác nhau, và tác dụng của nhiều loại kích hãm tố (insuline, glucagon, epinephirne, prostaglandin...) cũng được thực thi thông qua con đường truyền tín hiệu liên quan tới chúng.
Adenylyl cyclase chịu sự điều tiết của nhiều yếu tố, trong đó chủ yếu là các protein G, forskolin và ion Ca2+. Có hai nhóm protein G chính tác động lên adenylyl cyclase: protein G kích thích (stimulatory G protein - Gs) có chức năng hoạt hóa adenylyl cyclase và protein G ức chế (inhibitory G protein - Gi) có chức năng bất hoạt enzyme này. Hai loại protein G nói trên là đối tượng tác dụng của một số loại độc tố vi khuẩn quan trọng: Cholera toxin của phẩy khuẩn tả làm mất khả năng thủy phân GTP của Gs và khiến adenylyl cyclase hoạt động mãi không dứt. Pertusis toxin của vi khuẩn ho gà ngăn không cho Gi tiếp xúc với thụ thể khiến chúng không thể được hoạt hóa để ức chế adenylyl cyclase.
Một loại adenylyl cyclase có thể được hoạt hóa bởi ánh sáng (Photoactivatable adenylate cyclase - PAC) đã được tìm thấy trong vi khuẩn E. gracilis và gen mã hóa cho loại adenylyl cyclase này có thể được chuyển sang các cơ thể sống khác nhờ kỹ thuật di truyền. Loại enzyme này được hoạt hóa khi ta chiếu ánh sáng xanh vào tế bào chứa nó và ngay lập tức, tốc độ chuyển đổi từ ATP sang AMP vòng tăng vọt. Kỹ thuật này rất hữu dụng trong việc nghiên cứu sinh học thần kinh vì nó giúp cho các nhà khoa học có thể nhanh chóng nồng độ AMP vòng trong một số tế bào thần kinh nào đó và từ đó nghiên cứu hậu quả của việc gia tăng hoạt động của hệ thần kinh đối với thái độ, hành vi của các loài sinh vật. Ví dụ, khi chiếu ánh sáng xanh vào những con ruồi giấm mang loại adenylyl cyclase "ánh sáng" thì hành vi chải râu và chải lông của chúng có sự thay đổi so với các con ruồi bình thường.